# Кашин-Оболенский, Иван Васильевич Глухой
Князь Иван Васильевич Кашин-Оболенский по прозванию Глухой († до 1537) — воевода во времена правления Василия III Ивановича. Рюрикович в XIX колене. В иночестве Иона.
Старший сын князя, родоначальника рода князей Кашины-Оболенские — Василия Владимировича Оболенского по прозванию Каша. Имел братьев: Александра Васильевича, Ивана Васильевича Скок, Ивана Васильевича Меньшого и Фёдора Васильевича.

## Биография
Первый воевода правой руки в походе из Белой к Витебску (1516).  Первый воевода правой руки в Мещере (1517). По росписи на берегу, второй воевода правой руки (1519). Первый воевода в Торопце (1520-1521). Стоял одним из воевод на Угре (1520-1521). Подписался на поручной записи по князю Михаилу Львовичу Глинскому (февраль 1527).
Владел землями в Малоярославецком уезде (1496). Умер (до 13 марта 1537), когда его брат Иван Васильевич Скок сделал по нему вклад в Троице-Сергиев монастырь.
Жена: Мария в иночестве — Марфа († около 1570), погребена в Троице-Сергиевом монастыре. Неоднократно делала вклады по себе и мужу в данный монастырь, включая и землями (1544 и 1559).